# Liste der britischen Hochkommissare in Uganda
Die Liste der britischen Hochkommissare in Uganda bietet einen Überblick über die Leiter der britischen diplomatischen Vertretung in Uganda seit der Aufnahme diplomatischer Beziehungen im Zuge der Unabhängigkeit 1962.
| Amtszeit    | Name                              | Anmerkung                         |
| ----------- | --------------------------------- | --------------------------------- |
| 1962 – 1965 | David Hunt                        | Hochkommissar                     |
| 1965 – 1967 | Roland Hunt                       | Hochkommissar                     |
| 1967 – 1970 | David Aubrey Scott                | Hochkommissar                     |
| 1970 – 1972 | Richard Slater                    | Hochkommissar                     |
| 1972 – 1973 | Henry Brind                       | amtierender Hochkommissar         |
| 1973 – 1976 | James Hennessy                    | Hochkommissar                     |
| 1976 – 1979 | Keine diplomatischen Beziehungen. | Keine diplomatischen Beziehungen. |
| 1979        | Richard Posnett                   | Hochkommissar                     |
| 1979 – 1980 | Bertram Flack                     | Hochkommissar                     |
| 1980 – 1983 | Norman Hillier-Fry                | Hochkommissar                     |
| 1983 – 1986 | Colin McLean                      | Hochkommissar                     |
| 1986 – 1989 | Derek March                       | Hochkommissar                     |
| 1989 – 1993 | Charles Cullimore                 | Hochkommissar                     |
| 1993 – 1997 | Edward Clay                       | Hochkommissar                     |
| 1997 – 2000 | Michael Edgar Cook                | Hochkommissar                     |
| 2000 – 2002 | Tom Phillips                      | Hochkommissar                     |
| 2002 – 2005 | Adam Wood                         | Hochkommissar                     |
| 2005 – 2008 | Francois Gordon                   | Hochkommissar                     |
| 2008 – 2012 | Martin Shearman                   | Hochkommissar                     |
| 2012 – 2016 | Alison Blackburne                 | Hochkommissarin                   |
| 2016 – 2020 | Peter West                        | Hochkommissar                     |
| 2020 –      | Kate Airey                        | Hochkommissarin                   |